# Cucullia pallidiscripta
Cucullia pallidiscripta är en fjärilsart som beskrevs av Ronkay 1987. Cucullia pallidiscripta ingår i släktet Cucullia och familjen nattflyn. Inga underarter finns listade i Catalogue of Life.